# Spiraea martinii
Spiraea martinii är en rosväxtart som beskrevs av H. Lév.. Spiraea martinii ingår i släktet spireor, och familjen rosväxter.

## Underarter
Arten delas in i följande underarter:
- S. m. pubescens
- S. m. tomentosa